# Norberg
Norberg este un oraș în Suedia.

## Demografie
| \| Evoluția demografică a zonei urbane Norberg, 1970–2015 \| Evoluția demografică a zonei urbane Norberg, 1970–2015 \| Evoluția demografică a zonei urbane Norberg, 1970–2015 \| Evoluția demografică a zonei urbane Norberg, 1970–2015 \| Evoluția demografică a zonei urbane Norberg, 1970–2015 \| \| --------------------------------------------------------------------------------------- \| ------------------------------------------------------ \| ------------------------------------------------------ \| ------------------------------------------------------ \| ------------------------------------------------------ \| \| An \| \| \| Locuitori \| \| \| 1970 \| 1970 \| \| 5.392 \| 5.392 \| \| 1975 \| 1975 \| \| 5.438 \| 5.438 \| \| 1980 \| 1980 \| \| 5.658 \| 5.658 \| \| 1990 \| 1990 \| \| 5.310 \| 5.310 \| \| 1995 \| 1995 \| \| 5.103 \| 5.103 \| \| 2000 \| 2000 \| \| 4.644 \| 4.644 \| \| 2005 \| 2005 \| \| 4.634 \| 4.634 \| \| 2010 \| 2010 \| \| 4.518 \| 4.518 \| \| 2015 \| 2015 \| \| 4.653 \| 4.653 \| \| Sursa: SCB - Statistika Centralbyrån, Folkmängden per tätort. Vart femte år 1960 - 2016 \| \| \| \| \| |      |  |           |       |
| Evoluția demografică a zonei urbane Norberg, 1970–2015 |      |  |           |       |
| An |      |  | Locuitori |       |
| 1970 | 1970 |  | 5.392     | 5.392 |
| 1975 | 1975 |  | 5.438     | 5.438 |
| 1980 | 1980 |  | 5.658     | 5.658 |
| 1990 | 1990 |  | 5.310     | 5.310 |
| 1995 | 1995 |  | 5.103     | 5.103 |
| 2000 | 2000 |  | 4.644     | 4.644 |
| 2005 | 2005 |  | 4.634     | 4.634 |
| 2010 | 2010 |  | 4.518     | 4.518 |
| 2015 | 2015 |  | 4.653     | 4.653 |
| Sursa: SCB - Statistika Centralbyrån, Folkmängden per tätort. Vart femte år 1960 - 2016 |      |  |           |       |